# Jake Cody
Jake Cody (* 4. Juli 1988 in Rochdale) ist ein professioneller britischer Pokerspieler aus England. Er gewann ein Bracelet bei der World Series of Poker, das Main Event der World Poker Tour sowie das Main Event der European Poker Tour und ist damit einer von neun Pokerspielern, die die sogenannte Triple Crown vollendet haben.

## Persönliches
Cody stammt aus dem nordenglischen Rochdale und ist seit März 2014 Vater einer Tochter. Er lebt in Leeds.

## Pokerkarriere
Cody lernte Poker beim gemeinsamen Spiel mit Freunden. Er spielt online unter den Nicknames in Y0UR F4CE (PokerStars) und neverbluff67 (Full Tilt Poker). Als jakecody war er zudem bis März 2019 Teil des Team PokerStars. Seit 2009 ist Cody regelmäßig bei renommierten Live-Turnieren zu sehen.
Sein erstes größeres und bis heute höchstes Preisgeld sicherte sich Cody im Januar 2010, als er das Main Event der European Poker Tour (EPT) im französischen Deauville und damit 857.000 Euro gewann. Ende August 2010 siegte er beim Main Event der World Poker Tour (WPT) in London und erhielt dafür umgerechnet mehr als 400.000 US-Dollar Preisgeld. Im Juni 2011 war er bei der Heads-Up Championship der World Series of Poker (WSOP) im Rio All-Suite Hotel and Casino am Las Vegas Strip erfolgreich. Dabei gewann er ein Bracelet und über 850.000 US-Dollar Preisgeld. Mit seinen 22 Jahren war Cody damit der jüngste Spieler, der Titel bei der EPT, WPT und WSOP gewinnen konnte und hält diesen Rekord bis heute. Diese Leistung wird als Triple Crown bezeichnet und wurde mittlerweile von neun Pokerspielern erreicht. Am Jahresende wurde er als European Player of the Year 2010 ausgezeichnet. Bei der im Oktober 2011 in Cannes stattfindenden World Series of Poker Europe belegte Cody beim Main Event den siebten Platz und kassierte 150.000 Euro. Beim EPT-Main-Event erreichte Cody Anfang Mai 2013 in Monte-Carlo erneut den Finaltisch und beendete das Turnier auf dem fünften Platz für ein Preisgeld in Höhe von 251.000 Euro. Ebenfalls Fünfter wurde er beim EPT-Main-Event Mitte Oktober 2014 in London, was ihm weitere 133.800 Pfund einbrachte. Für Aufsehen sorgte Cody Ende Februar 2018, als er nach dem Gewinn des High Roller der UK Poker Championships in Nottingham die gesamte Siegprämie von 42.670 Pfund an einem Roulettetisch auf Schwarz setzte und dadurch seinen Gewinn verdoppelte. Seine bis dato letzte Live-Geldplatzierung erzielte er im September 2019.
Insgesamt hat sich Cody mit Poker bei Live-Turnieren über 4,5 Millionen US-Dollar erspielt. Von April bis November 2016 spielte er als Teil der Las Vegas Moneymakers in der Global Poker League, verpasste mit seinem Team jedoch die Playoffs.